# Kosta Čavoški

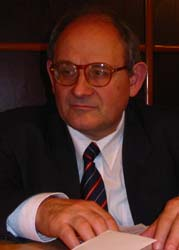
Kosta Cavoski

Kosta Čavoški (serbisch-kyrillisch Коста Чавошки; * 26. Oktober 1941 in Banatsko Novo Selo, Königreich Jugoslawien) ist ein serbischer Professor für die Theorie des Rechts an der Universität Belgrad. Er ist ein serbischer Nationalist und ein offener Kritiker des Internationalen Strafgerichtshofs für das ehemalige Jugoslawien.

## Leben
Čavoški legte 1969 seine Magisterprüfung im Fach Jura an der Universität Belgrad ab. Er erwarb 1973 den Titel Dr. phil. an der Harvard University in den USA. Seit den 1970er Jahren wurde er von der regierenden kommunistischen Partei Jugoslawiens als Abweichler (Dissident) angesehen. Er wurde 1973 von seinem Posten als Assistent an der Juristischen Fakultät der Universität Belgrad abgelöst, nachdem er einen kritischen Artikel mit dem Titel Welche Werte werden durch unsere Gesetze geschützt? veröffentlicht hatte und zu einer Freiheitsstrafe verurteilt.
Čavoški gehört zu den Initiatoren der Demokratska Stranka im Dezember 1989 und arbeitete an der Gründungscharta der Partei im Januar 1990 mit. Nach der Wende 1990 wurde er an seiner Universität wieder zugelassen und zum planmäßigen Professor berufen. Er verließ innerhalb des folgenden Jahres die Partei, um seine eigene, die Serbische Liberale Partei, zu gründen. 1996 ernannte der Präsident der bosnischen Republika Srpska Radovan Karadžić ihn dort zum Senator. Im darauffolgenden Jahr veröffentlichte er in Belgrad in englischer Sprache ein Buch über die Wahlen in dem geteilten Land. 
Seit dem 30. Oktober 2003 ist Cavoski korrespondierendes Mitglied der Serbischen Akademie für Wissenschaften und Künste.
2007 besuchte er die Familie des inzwischen wegen verschiedener Kriegsverbrechen während des Bosnienkrieges beschuldigten, flüchtigen Karadžić und wurde daraufhin von der Polizei der Republika Srpska verhört. 2008 wurde Čavoški von Bosnien-Herzegowina zur Persona non grata erklärt und mit einem Einreiseverbot belegt.

## Veröffentlichungen
- Revolucionarni makijavelizam. 1989.
- Tito-Tehnologija vlasti (Tito-Technologie der Macht). 1991.
- The Hague against Justice. Center for Serbian Studies, Belgrad 1996.
- The Hague against Justice: International Criminal Tribunal Fiasco in the Case Tribunal Prosecutor vs. Djordje Djukić, Centre for Serbian Studies, Belgrad 1996.
- The Bosnian Elections. Center for Serbian Studies, Belgrad 1997.
- Half a Century of Distorted Constitutionality in Yugoslavia. Center for Serbian Studies, Belgrad 1997.
- Od protektorata do okupacja, 1998.